# Район Мінамі (Окаяма)
34°35′59″ пн. ш. 133°55′10″ сх. д. / 34.59968° пн. ш. 133.91958° сх. д.
Район Мінамі (яп. 南区, кириліз.: Мінамі-ку) - один з чотирьох районів міста Окаями, префектури Окаяма, Японія. Населення біля 166 000 осіб. Щільність населення становить 1 297 осіб на квадратний кілометр. Назва означає "Південний округ".
Райони Окаями були засновані, коли Окаяма стала містом, визначеним урядовою постановою 1 квітня 2009 року.

## Опис
Більша частина території району Мінамі - це меліоровані землі, створені між періодом Едо та 1950-ми роками. Тут вирощують рис, пшеницю, солодкий горошок, баклажани сенрю, коріння лотоса і салат-латук. На території району розташовані одні з найбільших зерносховищ регіону Чуґоку. У південній частині району в 1962 році було завершено будівництво озера Коджіма, одного з найбільших рукотворних озер у світі, а на півострові Коджіма через затоку Коджіма розташовані гори Кіншо і Кайгара, що створюють мальовничий ландшафт і є частиною національного парку Сьотонайкай.
Через район проходить національне шосе 30, а також розташовані фабрики легкої промисловості. Житлові райони сформовані переважно вздовж національної автомагістралі, а частка молоді є найвищою серед чотирьох адміністративних районів міста, тут активно відкриваються магазини, орієнтовані на молодь.